# Cino Boccazzi
Cino Boccazzi (Aosta, 7 febbraio 1916 – Treviso, 6 agosto 2009) è stato uno scrittore e alpinista italiano.

## Biografia
Trasferitosi a Treviso con la famiglia vi compì gli studi laureandosi in medicina e chirurgia. I suoi interessi, oltre al campo professionale, spaziarono dall'alpinismo all'archeologia e fu anche uno scrittore di successo, finalista al Premio Selezione Campiello nel 1999.
Boccazzi è famoso per i suoi viaggi in Africa e per le sue ascensioni alpinistiche. Nel corso della sua lunga vita fece ben ventidue traversate del Deserto del Sahara, dodici viaggi all'interno dello Yemen e si occupò di scavi archeologici in Giordania e Siria.
Nel settore dell'alpinismo era accademico del Club Alpino Italiano e tracciatore di circa quaranta nuove vie su tutta la catena alpina.
Era un uomo di grande cultura, amico di importanti scrittori italiani del XX secolo come Goffredo Parise e Giovanni Comisso.
Nel corso della sua vita scrisse libri di viaggi, narrando le sue avventure nel cuore dell'Africa, ma anche romanzi e con uno di essi, La bicicletta di mio padre, fu finalista al Premio Selezione Campiello del 1999.
È il padre di Kuki Gallmann.

## Opere

### Saggistica
- Col di luna
- La via dell'incenso
- Sahara - vento, sabbia, solitudine
- Le donne blu ed altre storie esotiche
- Lawrence d'Arabia. L'avventuriero dell'assoluto
- Città Perdute nel deserto
- LA LUNGA PISTA   1993
- Il cimitero dei dinosauri
- il fiume scomparso

### Romanzi
- Missione Col di Luna
- Il Mezzogatto
- Storia di Lamantino
- Cenere a Dresda
- Occhio di pesce
- L'uovo quadrato
- Sabbie d'Africa
- La bicicletta di mio padre
- Il diavolo custode